# Viry (Haute-Savoie)
Pour les articles homonymes, voir Viry.
Viry est une commune française située dans le département de la Haute-Savoie, en région Auvergne-Rhône-Alpes. Elle fait partie de l'agglomération du Grand Genève.

## Géographie
La commune de Viry se situe à 516 mètres d'altitude. Avec 2 616 hectares, elle est la plus grande commune du canton de Saint-Julien-en-Genevois par sa superficie.
Viry s'étend sur treize hameaux, à savoir :
L'Eluiset, Humilly, Germagny, Malagny, Essertet, Veigy, Songy, le Fort, la Rippe, la Côte, Vaux, Thônex, Cortenet.
Elle est située au nord-ouest du département, à 35 kilomètres d'Annecy et à 10 kilomètres de Genève.

## Urbanisme

### Typologie
Au 1er janvier 2024, Viry est catégorisée bourg rural, selon la nouvelle grille communale de densité à sept niveaux définie par l'Insee en 2022.
Elle appartient à l'unité urbaine de Viry, une unité urbaine monocommunale constituant une ville isolée,. Par ailleurs la commune fait partie de l'aire d'attraction de Genève - Annemasse (partie française), dont elle est une commune de la couronne,. Cette aire, qui regroupe 158 communes, est catégorisée dans les aires de 700 000 habitants ou plus (hors Paris),.

### Occupation des sols
L'occupation des sols de la commune, telle qu'elle ressort de la base de données européenne d’occupation biophysique des sols Corine Land Cover (CLC), est marquée par l'importance des territoires agricoles (62,8 % en 2018), en diminution par rapport à 1990 (64,4 %). La répartition détaillée en 2018 est la suivante : 
terres arables (54,5 %), forêts (26,4 %), zones urbanisées (8,3 %), zones agricoles hétérogènes (5,1 %), prairies (1,9 %), zones industrielles ou commerciales et réseaux de communication (1,5 %), cultures permanentes (1,4 %), zones humides intérieures (1 %).
L'IGN met par ailleurs à disposition un outil en ligne permettant de comparer l’évolution dans le temps de l’occupation des sols de la commune (ou de territoires à des échelles différentes). Plusieurs époques sont accessibles sous forme de cartes ou photos aériennes : la carte de Cassini (XVIIIe siècle), la carte d'état-major (1820-1866) et la période actuelle (1950 à aujourd'hui).

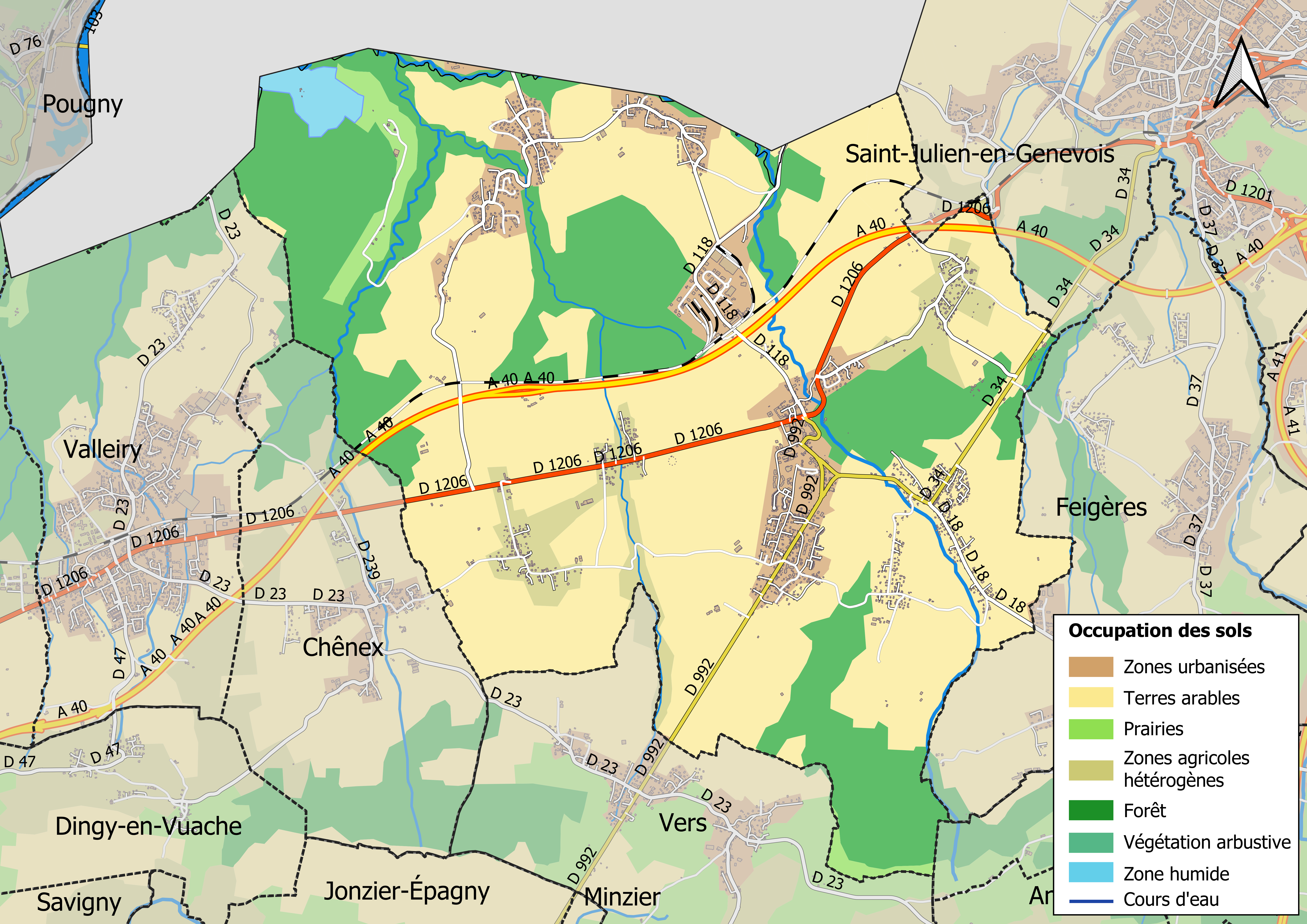
Carte des infrastructures et de l'occupation des sols en 2018 (CLC) de la commune.
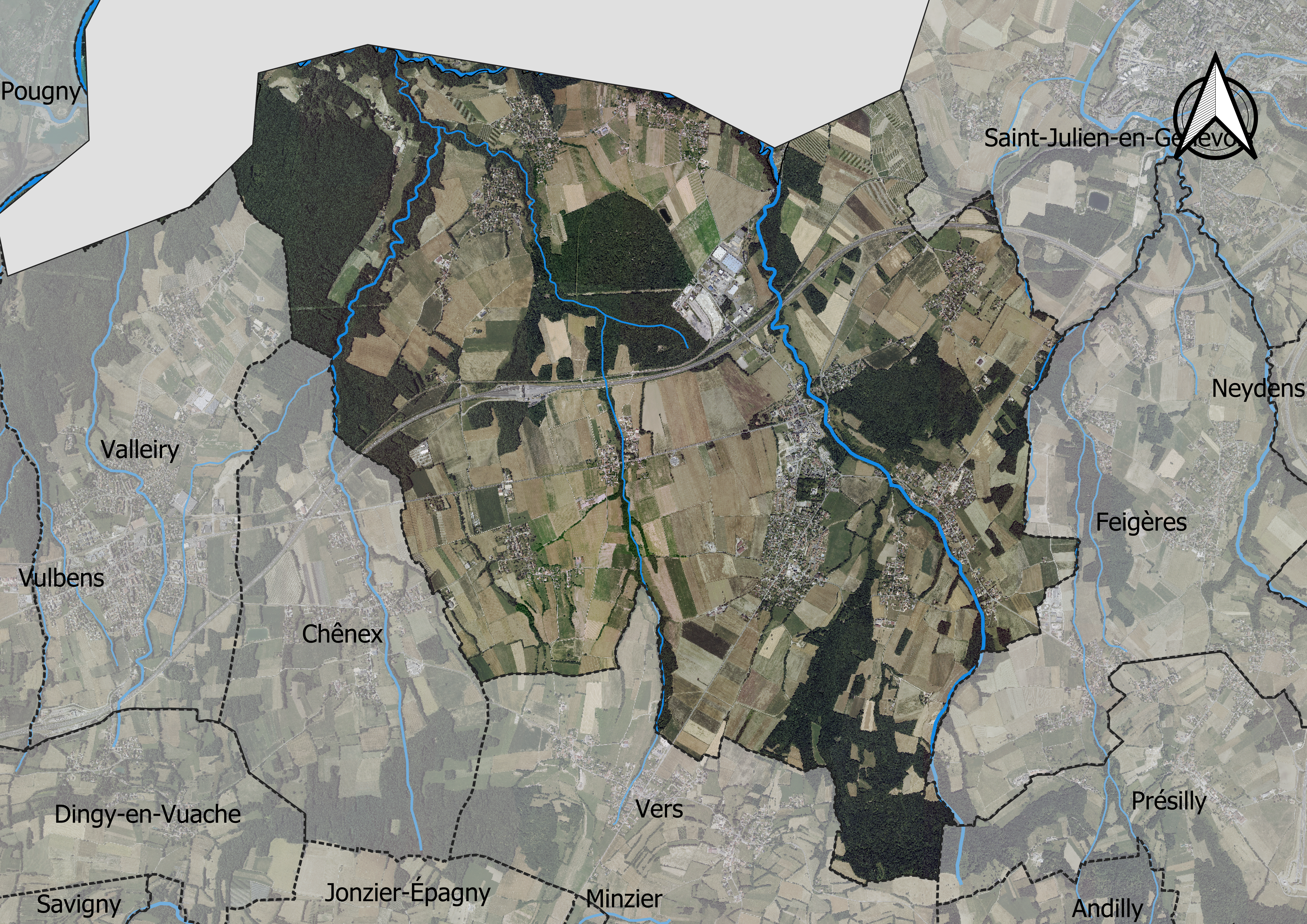
Carte orthophotogrammétrique de la commune.

## Toponymie
En francoprovençal, le nom de la commune s'écrit Vry, selon la graphie de Conflans.

## Histoire
Une voie romaine, encore visible depuis le lieu-dit « Champ de la Croix » jusqu'à « Maison Neuve », traversait le territoire.

### Période médiévale

#### La famille de Viry
L'histoire de la commune est fortement liée à celle de la famille de Viry. La branche actuelle des Viry remonte au XIIe siècle et est une branche cadette de la famille de Sallenove,. La famille porte les titres de seigneur et baron de Viry. À partir du XIVe siècle, la famille entre au service de la maison de Savoie, obtenant plusieurs charges.

#### Seigneurie de Songy
La famille de Songy possède une maison forte, siège de seigneurie, au Moyen Âge.
La porte qui permettait d'accéder à la cour est décrite dans un texte comme : « double, bien clores de gros clous et fortes esparres avec grant serrure et verrouz tappet de fer ». La cour nous est décrite comme : « une belle cour où se trouvent un pressoir, une étable et ung puits, le tout bien clos de murailles » ; le puits est décrit précisément comme : « Ung puits profond d'environ quarante pieds avec Sca coronne de quartier de molasse et une roue propre à tirer l'eau ».
Dans l'inventaire des biens de Michel de Scionzier, on précise que le colombier est de forme carrée et couvert d'un toit en tuiles. L'état des lieux précise également : « Plus deux fours et boydons ou soyt petites estables de porceaux polles et coq dindes et cannes ».
On y cultive le raisin, la treille de la maison est décrite : « dans le jardin avoyt une belle treille soyt pollez de raisin muscatz blanc et noer ».

#### Autres aspects
D'autres familles nobles ont leurs origines dans la commune, notamment la famille d'Humilly de Chevilly.
Le territoire de la commune accueille le fort Sainte-Catherine édifié par le duc de Savoie pour attaquer Genève. Il est entièrement détruit par Genève et ses alliés français[Quand ?]. Henri IV séjourna au village de l'Éluiset en décembre 1600 et un tableau, peint au XIXe siècle et exposé à la mairie, rappelle cet événement.

### XVIIIesiècle
Le traité de Turin en 1754 met fin à la souveraineté partagée entre Genève et la Savoie sur les terres de l'ancien prieuré Saint-Victor. Les hameaux et villages de Malagny, Germagny, Lajoux, les Berthets deviennent savoyards en pleine souveraineté.

### XIXesiècle
En 1816, un nouveau traité fixe la frontière, notamment 6 km passant par la Laire. Viry se voit « amputée [...] d'Avusy [...] », elle est désormais séparée par cette frontière des villages voisins de Soral et de Sézegnin.
L'église est reconstruite en 1843.
Lors des débats sur l'avenir du duché de Savoie, en 1860, la population est sensible à l'idée d'une union de la partie nord du duché à la Suisse. Une pétition circule dans cette partie du pays (Chablais, Faucigny, Nord du Genevois) et réunit plus de 13 600 signatures, dont 391 pour la commune,. Le duché est réuni à la suite d'un plébiscite organisé les 22 et 23 avril 1860 où 99,8 % des Savoyards répondent « oui » à la question « La Savoie veut-elle être réunie à la France ? ».

### XXesiècle
Le 29 janvier 1910, les frères Armand et Henri Dufaux fondent la société de l'aérodrome de Viry qui deviendra célèbre pour ses meetings aériens (1910, 1911 et 1935).
Durant la Seconde Guerre mondiale, Viry est l'une des communes frontières où passent de nombreux juifs fuyant le nazisme.
Pour plus de détails sur l'histoire de Viry, vous pouvez vous référer aux publications de l'association d'histoire régionale La Salévienne.
En 1958, un forage de prospection pétrolière de 2 471 mètres de profondeur a été effectué par la Société Alsacienne des Carburants sur le secteur de Humilly. Cette recherche a permis de localiser une zone imprégnée de pétrole mais jugée en quantité insuffisante pour justifier une exploitation.

## Politique et administration

### Liste des maires
| Période                                  | Période   | Identité                                    | Étiquette | Qualité                                                              |
| ---------------------------------------- | --------- | ------------------------------------------- | --------- | -------------------------------------------------------------------- |
| Les données manquantes sont à compléter. |           |                                             |           |                                                                      |
| ca 1789                                  |           | Justin de Viry sous le nom de "Justin Viry" |           |                                                                      |
| 1904                                     | 1919      | François Gondrand                           |           |                                                                      |
| 1919                                     | 1930      | Albert Gondrand (fils du précédent)         |           | Conseiller général du canton de Saint-Julien-en-Genevois (1922-1934) |
| 1971                                     | 1977      | Henri Chevalier                             |           |                                                                      |
| 1977                                     | 1983      | Raymond Fol                                 | DVG       |                                                                      |
| mars 1983                                | mars 2014 | Jean-Pierre Buet                            | DVG       |                                                                      |
| mars 2014                                | mai 2020  | André Bonaventure                           | DVD       | Employé dans une société de transport                                |
| mai 2020                                 | En cours  | Laurent Chevalier                           | SE        | Chargé d’affaires                                                    |

## Économie
La multinationale mexicaine de matériaux de construction, Cemex, y possède une unité de béton prêt à l'emploi.

## Démographie
Ses habitants sont appelés les Viriens ou les Virois.
L'évolution du nombre d'habitants est connue à travers les recensements de la population effectués dans la commune depuis 1793. Pour les communes de moins de 10 000 habitants, une enquête de recensement portant sur toute la population est réalisée tous les cinq ans, les populations de référence des années intermédiaires étant quant à elles estimées par interpolation ou extrapolation. Pour la commune, le premier recensement exhaustif entrant dans le cadre du nouveau dispositif a été réalisé en 2004.

En 2022, la commune comptait 5 625 habitants, en évolution de +10,9 % par rapport à 2016 (Haute-Savoie : +6,01 %, France hors Mayotte : +2,11 %).
| 1793  | 1800  | 1806  | 1822  | 1838  | 1848  | 1858  | 1861  | 1866  |
| ----- | ----- | ----- | ----- | ----- | ----- | ----- | ----- | ----- |
| 1 065 | 1 116 | 1 008 | 1 440 | 1 844 | 1 887 | 1 837 | 1 631 | 1 650 |

| 1872  | 1876  | 1881  | 1886  | 1891  | 1896  | 1901  | 1906  | 1911  |
| ----- | ----- | ----- | ----- | ----- | ----- | ----- | ----- | ----- |
| 1 684 | 1 858 | 1 734 | 1 718 | 1 593 | 1 635 | 1 570 | 1 521 | 1 562 |

| 1921  | 1926  | 1931  | 1936  | 1946  | 1954  | 1962  | 1968  | 1975  |
| ----- | ----- | ----- | ----- | ----- | ----- | ----- | ----- | ----- |
| 1 456 | 1 503 | 1 297 | 1 283 | 1 282 | 1 289 | 1 119 | 1 218 | 1 561 |

| 1982  | 1990  | 1999  | 2004  | 2006  | 2009  | 2014  | 2019  | 2022  |
| ----- | ----- | ----- | ----- | ----- | ----- | ----- | ----- | ----- |
| 2 023 | 2 550 | 3 032 | 3 303 | 3 378 | 3 512 | 4 562 | 5 415 | 5 625 |

## Culture et patrimoine

### Lieux et monuments
- Le château de Viry (XVIIIe siècle), appartenant encore à la famille de Viry.
- Le château de Moulinsart, de style Napoléon III, construit au début du XXe siècle par l'architecte Jacques-Elysée Goss, pour la famille Gondrand.
- Sur le hameau de Humilly, le manoir et le château appartenant toujours aux comtes d’Humilly de Chevilly, ancienne noblesse citée depuis le XIVe siècle.
- L'ex-fort de Sainte Catherine de Songy : Sur le hameau de Songy, à quelques mètres de l'endroit où se situait le fort Sainte-Catherine de Songy (édifié en 1589)[30], a été créé le Parc animalier Tropicaland comportant la plus importante collection de plantes exotiques, située au Nord de la France. Réputée chez les spécialistes, cette collection offre un air d'exotisme. Il y a des millions d'années, une forêt de bambous poussait aux portes de Lyon avant qu'une glaciation ne la fasse disparaître.
- L'église Saint-Maurice. La décoration intérieure fut confiée au peintre J.B Ferraris[31].
- La chapelle Saint-Eusèbe et l'ancienne église d'Humilly.

### Personnalités liées à la commune
- Eustache Chappuis, (1491-1556), ancien doyen de Viry, chanoine, ambassadeur de Charles Quint à la cour d'Henri VIII.
- Justin de Viry (1737-1813), natif, ambassadeur du royaume de Piémont-Sardaigne à La Haye, Londres, Madrid et Versailles. Aux heures sombres de la Révolution française, il devient maire de son village. Il est également le premier préfet du département de la Lys (Belgique) puis chambellan de l'empereur Napoléon et sénateur de l'empire. Il est enterré au Panthéon.